# Nepr
En la mitología nórdica, Nepr (anglicado como Nep) es el padre de la diosa Nanna, según narra únicamente el Gylfaginning (32, 49) de Snorri Sturluson.
Nepr está también listado en el Nafnaþulur entre los hijos de Odín.
El significado de su nombre no está del todo claro.